# Stieglers Gorge

Östlicher Zugang zur Stieglers Gorge

Die Stieglers Gorge ist eine Schlucht im Selous Wildschutzgebiet in Tansania (Ostafrika). Sie ist etwa hundert Meter tief und acht Kilometer lang. Durch sie fließt in zahlreichen Stromschnellen der Rufiji kurz vor seinem Zusammenfluss mit dem Beho-Beho.
Am südlichen Rande der Schlucht befand sich früher eine Lodge, die jedoch in den 80er Jahren aufgegeben wurde. Der untere Eingang der Schlucht kann mit Motorbooten auf dem Fluss erreicht werden. Fahrwege gibt es nicht mehr, auch die spektakuläre Seilbahn, mit der sogar PKW auf einer Art Ponton über die Schlucht durch die Luft transportiert werden konnten (auf zahlreichen Fotos in alten Reiseführern abgebildet) wurde nach Beendigung des Lodgebetriebes unbrauchbar gemacht. In der Nähe der ehemaligen Lodge befand sich von 1954 bis 1978 die einzige hydrologische Messstation des Flusses. 
Ihren Namen erhielt die Schlucht nach einem Schweizer Großwildjäger, der hier 1907 von einem Elefanten zu Tode getrampelt wurde (nach anderen Angaben: in die Schlucht stürzte und dabei starb).
Gegenwärtig wird in der Schlucht ein Laufwasserkraftwerk gebaut. Entsprechende Planungen aus den 1960er Jahren wurden in den 1980er Jahren gestoppt und in den 2000er Jahren wieder aufgenommen. Baubeginn war 2019, das Wasserkraftwerk Julius Nyerere wird frühestens 2024 fertiggestellt sein.   